# Tannay (Nièvre)
Tannay ist eine französische Gemeinde mit 546 Einwohnern (Stand 1. Januar 2022) im Département Nièvre in der Region Bourgogne-Franche-Comté. Sie gehört zum Arrondissement Clamecy und zum Kanton Clamecy.

## Geographie
Die Gemeinde liegt rund 50 Kilometer südlich von Auxerre auf einem Hügel über dem Tal des Flusses Yonne und am parallel verlaufenden Schifffahrtskanal Canal du Nivernais.
Nachbargemeinden sind Amazy im Norden, Metz-le-Comte im Nordosten, Flez-Cuzy im Osten, Saint-Didier im Südosten, Lys im Süden, Talon im Südwesten und Saint-Germain-des-Bois im Westen.

## Bevölkerungsentwicklung
| Jahr      | 1962 | 1968 | 1975 | 1982 | 1990 | 1999 | 2008 | 2020 |
| Einwohner | 727  | 746  | 741  | 699  | 667  | 584  | 615  | 570  |

## Sehenswürdigkeiten

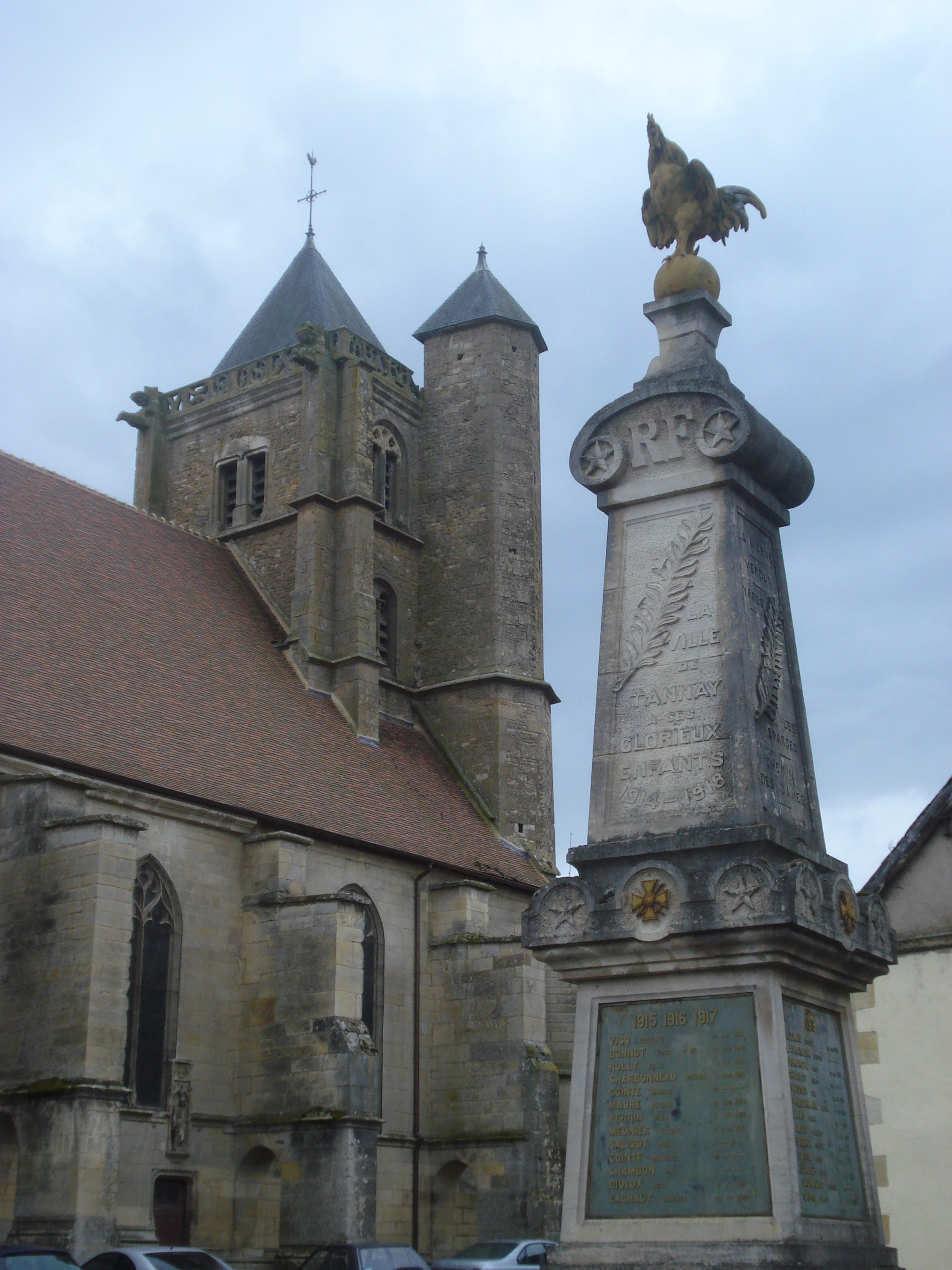
Stiftskirche Saint-Léger
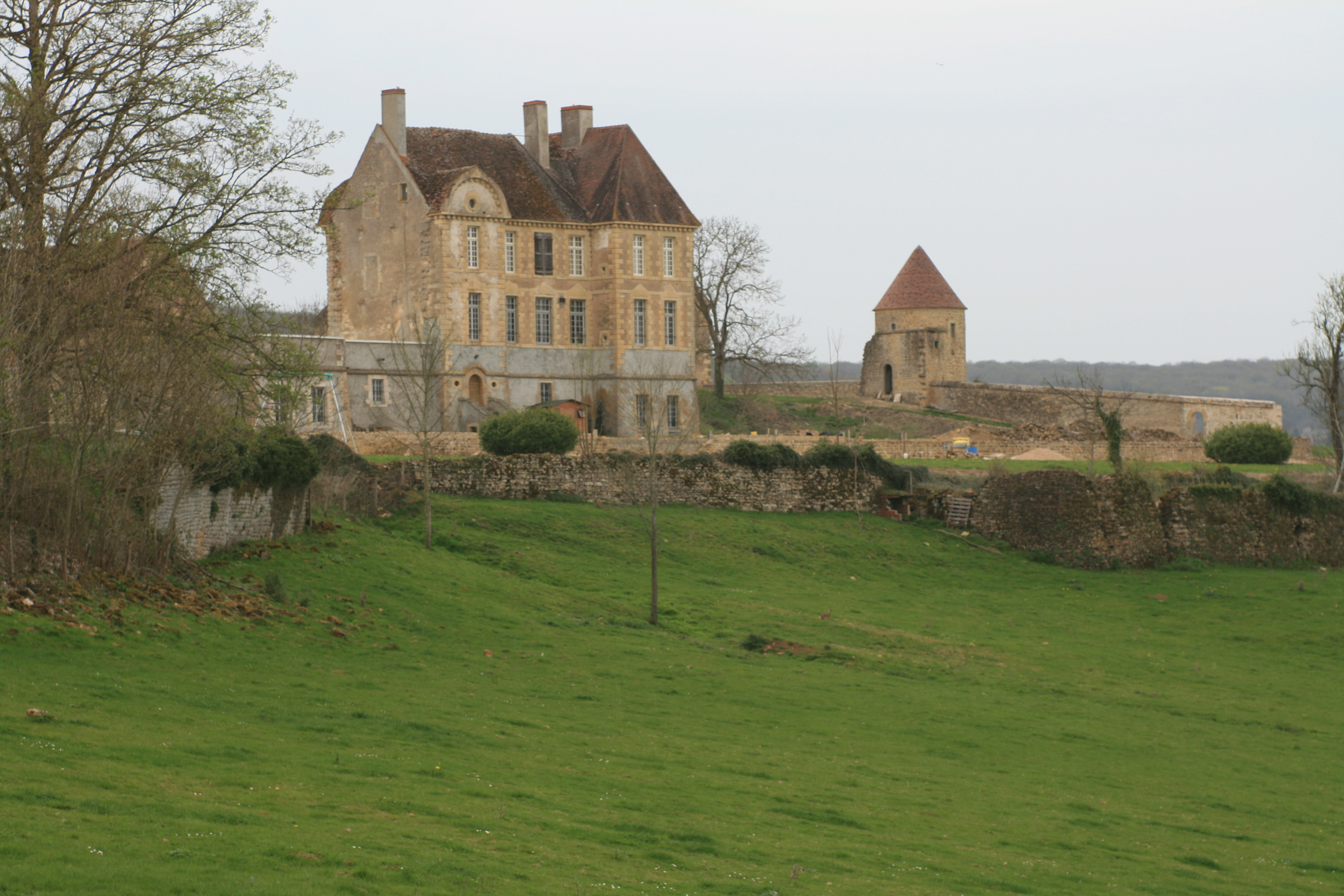
Schloss Pignol
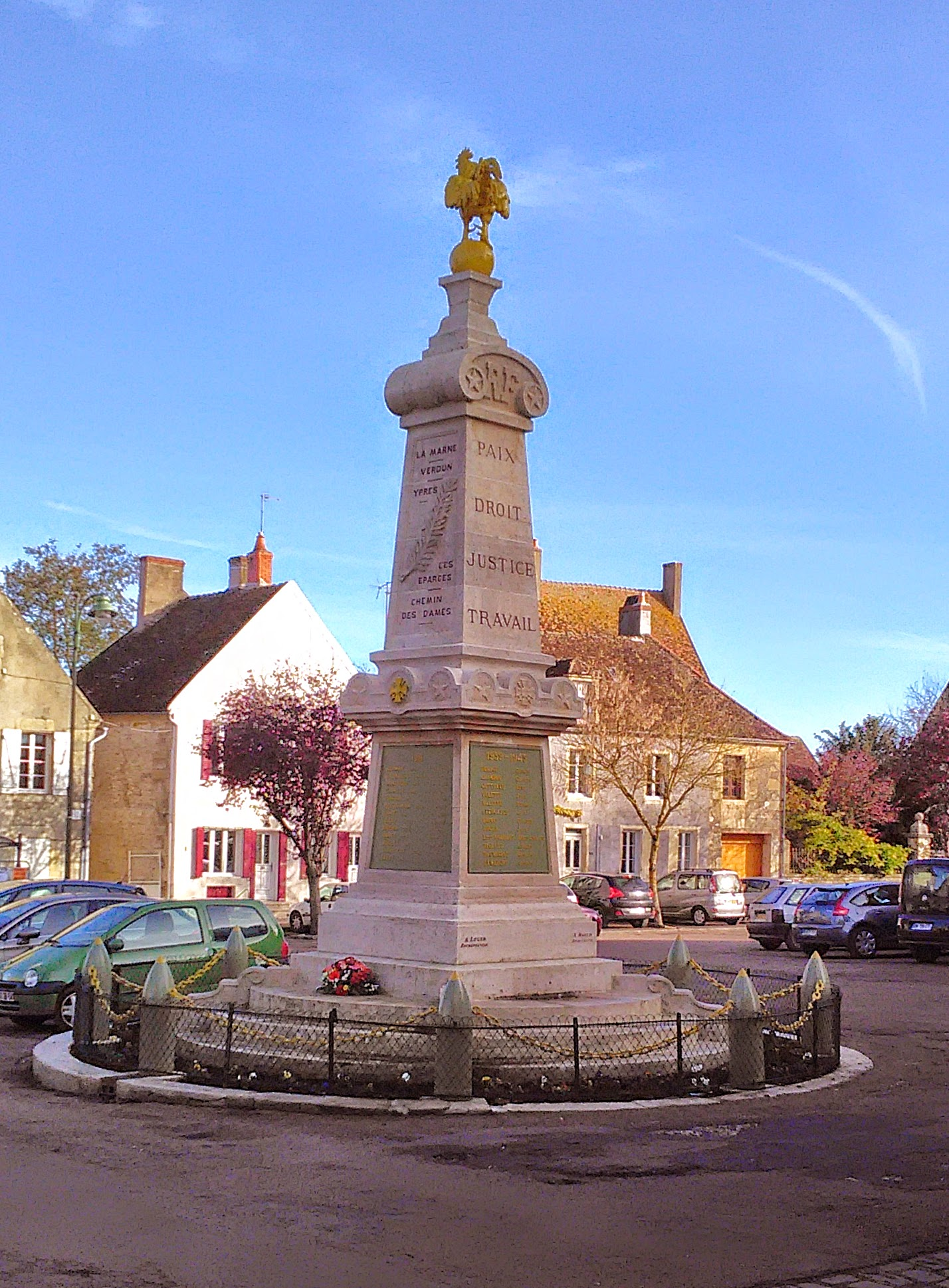
Gefallenendenkmal

## Gemeindepartnerschaft
- Norheim an der Nahe, Deutschland